# 山中亮輔
山中 亮輔（やまなか りょうすけ、1993年4月20日 - ）は、千葉県柏市出身のプロサッカー選手。Jリーグ・名古屋グランパス所属。ポジションはミッドフィールダー、フォワード、ディフェンダー。元日本代表。
サッカー日本代表史上初出場からの最速得点記録保持者（初出場から2分、2018年）。

## 来歴

### プロ入り前
小学校4年時に柏エフォートFC（柏レイソル提携クラブ）から柏レイソルのアカデミーに加入。高校時代から各世代の年代別日本代表に選出された。2010年2月、16歳でトップチームに2種登録された。2011年、まだ下部組織所属の高校生でありながらクラブワールドカップのメンバーに登録され、出場機会はなかったもののベンチ入りを果たした。

### 柏レイソル
2012年、トップチームへ昇格。同年のJ1最終節鹿島アントラーズ戦で公式戦初出場を果たすと、天皇杯では4回戦の横河武蔵野FC戦で初先発。準決勝の横浜F・マリノス戦では、出場停止の橋本和に代わり左サイドバックで先発出場し、積極果敢な突破やゴールライン際でのクリアなど堂々たるプレーを披露し、チームの優勝に貢献した。
2013年、第2節FC東京戦で途中出場。第3節ベガルタ仙台戦でJ1リーグ初先発すると、後半レアンドロ・ドミンゲスの同点ゴールのアシストを記録するが、終了間際に決勝点となる失点に絡み、守備への課題も見せた。第6節ヴァンフォーレ甲府戦で通算450分出場を達成し、プロA契約を締結した。第9節サンフレッチェ広島戦では対面するミキッチとの攻防でサポーターを沸かせた。この年はリーグ戦4試合に先発、計10試合に出場した。
2014年、J2・ジェフユナイテッド千葉に期限付き移籍。第2節ファジアーノ岡山戦でプロ初ゴールを記録した。
2015年、柏に復帰。監督の吉田達磨の「俺たちには山中がいるじゃないか」 という言葉に表れるように期待は大きかったが、同じくユース出身の輪湖直樹に出場機会を譲ることが多く、リーグでは11試合の出場に終わった。退任が決まっていた吉田はリーグ戦最終節の試合後に山中について触れ、今後の成長に期待を寄せた。
2016年、オリンピック予選での活躍から始まった。開幕直後はシーズン当初に監督を務めたミルトン・メンデスからスーパーサブとして起用され、下平隆宏に監督交代した当初も負傷はあったが、先発出場の機会も得た。4月30日の1st第9節ヴィッセル神戸戦で直接FKからJ1リーグ初得点。しかし5月8日の1st第11節川崎フロンターレ戦の試合終了間際に再び負傷し、離脱を余儀なくされた。この間にチームでも定位置を失い、オリンピック本戦の最終メンバーからも落選となった。その後の先発出場の機会は、輪湖の出場停止によって得た9月25日の2nd第13節ヴァンフォーレ甲府戦のみであった。

### 横浜F・マリノス
2017年、横浜F・マリノスへ完全移籍。第15節のFC東京戦で初スタメンを飾ると第17節の大宮アルディージャ戦で左サイドからミドルシュートを決めそこからチームの要としてレギュラーに定着した。
2018年、アンジェ・ポステコグルーが監督に就任すると「偽サイドバック」として話題を集め、代表視察に訪れたコーチからも褒められるなど着々と実力を伸ばし、日本屈指の左SBに成長した。8月10日、トルコリーグ1部、イスタンブール・バシャクシェヒルFKから完全移籍でのオファーが来ていることを認めたが残留した。

### 浦和レッズ
2019年、浦和レッズへ完全移籍。チーム自体がクラブ史に残る低迷を始めており、2017年から毎シーズン監督が代わり続ける中、同期入団のエヴェルトン、杉本健勇、鈴木大輔といった新戦力と同様にチームにフィットせず、ちぐはぐな強化方針の犠牲者の一人となった。クラブは山中の不振により、夏に関根貴大を呼び戻す必要に迫られた。その後、クラブは強化部を一新、2020年を「変革元年」、2021年は「飛躍の年」、2022年に「リーグ優勝」を掲げた。

### セレッソ大阪
2021年12月26日、セレッソ大阪へ完全移籍。
12年間に渡って左サイドバックの地位を築いていた丸橋祐介が精彩を欠く中で、小菊昭雄監督によってスタメンに抜擢され活躍、守備力も向上し、以降は怪我による離脱期間以外は先発出場だった。
2023年、前年に引き続いて唯一無二の高精度のクロスで不可欠な存在であり、11節のガンバ大阪戦では代名詞のクロスで決勝点をアシストして勝利に貢献したが、結果的にこれがセレッソで記録した最後のアシストとなった。その後は、怪我で長期離脱してほとんど出場が無く、シーズン終了となった。

### 名古屋グランパス
2023年12月20日、名古屋グランパスへ完全移籍することが発表された。

### 日本代表
2018年11月7日、キリンチャレンジカップに挑む日本代表に初招集された。同年11月20日のキリンチャレンジカップの対キルギス戦でスタメンとして代表デビューを果たし、日本代表史上最速の代表デビューから2分で初得点を挙げた。

## プレースタイル
セレッソ大阪時代のチームメイトアダム・タガートからは「信じられないほど素晴らしいクロスを供給してくれる。チームの大きな武器です」と称賛を受けた。

## 所属クラブ
- 柏エフォートFC
- 2003年 - 2005年 柏レイソルU-12 (柏市立柏第五小学校)
- 2006年 - 2008年 柏レイソルU-15 (柏市立柏第二中学校)
- 2009年 - 2011年 柏レイソルU-18 (柏南高校)
  - 2010年 - 2011年  柏レイソル (2種登録)
- 2012年 - 2016年  柏レイソル
  - 2014年  ジェフユナイテッド千葉 (期限付き移籍)
  - 2015年  Jリーグ・アンダー22選抜
- 2017年 - 2018年 横浜F・マリノス
- 2019年 - 2021年  浦和レッズ
- 2022年 - 2023年  セレッソ大阪
- 2024年 -  名古屋グランパス

## 個人成績
| 国内大会個人成績 | 国内大会個人成績 | 国内大会個人成績 | 国内大会個人成績 | 国内大会個人成績 | 国内大会個人成績 | 国内大会個人成績 | 国内大会個人成績 | 国内大会個人成績 | 国内大会個人成績 | 国内大会個人成績 | 国内大会個人成績 |
| 年度             | クラブ           | 背番号           | リーグ           | リーグ戦         | リーグ戦         | リーグ杯         | リーグ杯         | オープン杯       | オープン杯       | 期間通算         | 期間通算         |
| 年度             | クラブ           | 背番号           | リーグ           | 出場             | 得点             | 出場             | 得点             | 出場             | 得点             | 出場             | 得点             |
| 日本             | 日本             | 日本             | 日本             | リーグ戦         | リーグ戦         | リーグ杯         | リーグ杯         | 天皇杯           | 天皇杯           | 期間通算         | 期間通算         |
| ---------------- | ---------------- | ---------------- | ---------------- | ---------------- | ---------------- | ---------------- | ---------------- | ---------------- | ---------------- | ---------------- | ---------------- |
| 2011             | 柏U-18           | 6                | -                | -                | -                | -                | -                | 1                | 0                | 1                | 0                |
| 2012             | 柏               | 30               | J1               | 1                | 0                | 0                | 0                | 2                | 0                | 3                | 0                |
| 2013             | 柏               | 30               | J1               | 10               | 0                | 2                | 0                | 2                | 0                | 14               | 0                |
| 2014             | 千葉             | 22               | J2               | 23               | 3                | -                | -                | 2                | 0                | 25               | 3                |
| 2015             | 柏               | 6                | J1               | 11               | 0                | 2                | 0                | 1                | 0                | 14               | 0                |
| 2016             | 柏               | 6                | J1               | 13               | 1                | 0                | 0                | 1                | 0                | 14               | 1                |
| 2017             | 横浜FM           | 24               | J1               | 22               | 1                | 4                | 0                | 4                | 0                | 30               | 1                |
| 2018             | 横浜FM           | 24               | J1               | 32               | 4                | 5                | 0                | 2                | 0                | 39               | 4                |
| 2019             | 浦和             | 6                | J1               | 22               | 0                | 0                | 0                | 2                | 0                | 24               | 0                |
| 2020             | 浦和             | 6                | J1               | 31               | 2                | 1                | 0                | -                | -                | 32               | 2                |
| 2021             | 浦和             | 6                | J1               | 24               | 0                | 7                | 0                | 3                | 0                | 34               | 0                |
| 2022             | C大阪            | 6                | J1               | 23               | 0                | 10               | 0                | 2                | 0                | 35               | 0                |
| 2023             | C大阪            | 6                | J1               | 21               | 0                | 2                | 0                | 1                | 0                | 24               | 0                |
| 2024             | 名古屋           | 66               | J1               | 21               | 1                | 4                | 0                | 0                | 0                | 25               | 1                |
| 2025             | 名古屋           | 66               | J1               |                  |                  |                  |                  |                  |                  |                  |                  |
| 通算             | 日本             | 日本             | J1               | 231              | 9                | 37               | 0                | 20               | 0                | 288              | 9                |
| 通算             | 日本             | 日本             | J2               | 23               | 3                | -                | -                | 2                | 0                | 25               | 3                |
| 通算             | 日本             | 日本             | 他               | -                | -                | -                | -                | 1                | 0                | 1                | 0                |
| 総通算           | 総通算           | 総通算           | 総通算           | 254              | 12               | 37               | 0                | 23               | 0                | 314              | 12               |

- 2010年、2011年は2種登録選手としての出場は無し。

その他の公式戦
| 2014   | J-22   | -      | J3     | 0 | 0 | 0 | 0 |
| 2015   | J-22   | -      | J3     | 4 | 0 | 4 | 0 |
| 通算   | 日本   | 日本   | J3     | 4 | 0 | 4 | 0 |
| 総通算 | 総通算 | 総通算 | 総通算 | 4 | 0 | 4 | 0 |

- 2013年
  - スーパーカップ 1試合0得点
- 2019年
  - スーパーカップ 1試合0得点

| 国際大会個人成績 | 国際大会個人成績 | 国際大会個人成績 | 国際大会個人成績 | 国際大会個人成績 | FIFA      | FIFA      |
| 年度             | クラブ           | 背番号           | 出場             | 得点             | 出場      | 得点      |
| AFC              | AFC              | AFC              | ACL              | ACL              | クラブW杯 | クラブW杯 |
| ---------------- | ---------------- | ---------------- | ---------------- | ---------------- | --------- | --------- |
| 2011             | 柏               | 32               | -                | -                | 0         | 0         |
| 2012             | 柏               | 30               | 0                | 0                | -         | -         |
| 2013             | 柏               | 30               | 1                | 0                | -         | -         |
| 2015             | 柏               | 6                | 5                | 0                | -         | -         |
| 2019             | 浦和             | 6                | 5                | 0                | -         | -         |
| 通算             | AFC              | AFC              | 11               | 0                | 0         | 0         |

その他の国際公式戦
- 2015年
  - AFCチャンピオンズリーグ2015 東地区プレーオフ 1試合0得点

### 出場歴
- 公式戦・Jリーグ初出場 - 2012年12月1日 J1第34節 鹿島アントラーズ戦（カシマサッカースタジアム）
- 公式戦・Jリーグ初得点 - 2014年3月9日 J2第2節 ファジアーノ岡山FC戦（フクダ電子アリーナ）

## タイトル

### クラブ
柏レイソル
- J1リーグ：1回（2011年）
- J2リーグ：1回（2010年）
- Jリーグカップ：1回（2013年）
- 天皇杯全日本サッカー選手権大会：1回（2012年）
- FUJI XEROX SUPER CUP：1回（2012年）

浦和レッズ
- 天皇杯 JFA 全日本サッカー選手権大会：1回（2021年 ）

名古屋グランパス
- Jリーグカップ（2024年）

### 代表
U-23日本代表
- AFC U-23選手権2016（2016年）

## 代表歴

### 出場大会
- U-16日本代表
  - 2009年 - 豊田国際ユースサッカー大会
- U-18日本代表
  - 2011年 - ダラスカップ、SBSカップ、AFC U-19選手権2012 (予選)
- U-19日本代表
  - 2012年 - SAFAケープタウンU-20国際トーナメント、AFC U-22アジアカップ2013 (予選)、AFC U-19選手権2012
- U-21日本代表
  - 2014年 - AFC U-22アジアカップ2013、仁川アジア大会2014
- U-22日本代表
  - 2015年 - AFC U-23選手権 (予選)
- U-23日本代表
  - 2016年 - AFC U-23選手権2016
- 日本代表
  - 2018年 - キリンチャレンジカップ
  - 2019年 - キリンチャレンジカップ

### 試合数
- 国際Aマッチ 2試合 1得点（2018年-2019年）

| 日本代表 | 国際Aマッチ | 国際Aマッチ |
| 年       | 出場        | 得点        |
| -------- | ----------- | ----------- |
| 2018     | 1           | 1           |
| 2019     | 1           | 0           |
| 通算     | 2           | 1           |

### 出場
| No. | 開催日         | 開催都市 | スタジアム               | 対戦国         | 結果 | 監督   | 大会                       |
| --- | -------------- | -------- | ------------------------ | -------------- | ---- | ------ | -------------------------- |
| 1.  | 2018年11月20日 | 豊田     | 豊田スタジアム           | キルギス       | ○4-0 | 森保一 | キリンチャレンジカップ2018 |
| 2.  | 2019年6月9日   | 利府     | ひとめぼれスタジアム宮城 | エルサルバドル | ○2-0 | 森保一 | キリンチャレンジカップ2019 |

### ゴール
| No. | 開催日         | 開催都市 | 対戦国   | 結果 | 大会                       |
| --- | -------------- | -------- | -------- | ---- | -------------------------- |
| 1.  | 2018年11月20日 | 豊田     | キルギス | ○4-0 | キリンチャレンジカップ2018 |